# Kevin Gameiro
Kevin Dominique Gameiro, född 9 maj 1987 i Senlis, är en fransk före dettafotbollsspelare. Han har elva landskamper för Frankrike på sitt CV, och gjorde sin debut i en match mot Vitryssland 2010. Han lade baguetten på brödhyllan i mars 2025.  

## Klubbkarriär

### Början av karriären
Gameiros karriär började i laget Marly-la-Ville, inte långt ifrån födelsestaden. Gameiro flyttade som trettonåring till UD Chantillys ungdomsverksamhet. Men Gameiros talang var uppenbar och sjutton år gammal värvades han till proffsklubben RC Strasbourg, och deras akademi. Gameiro gjorde bra ifrån sig, vilket belönades med en plats i a-laget ett år senare samt att han kallades till Frankrikes U-18 landslag.

### SC Strasbourg
Gameiro debuterade för Strasbourg i Ligue 1 i september 2005, arton år gammal, då han gjorde ett inhopp mot PSG. Drygt tre månader senare spelade han sin första match i dåvarande UEFA cupen, mot serbiska Röda Stjärnan. Strasbourg låg under med 2-0, men Gameiro gjorde två mål vilket betydde att Strasbourg avancerade från gruppspelet.
Gameiros säsong tog ett olyckligt slut då han slet av ligament i knäna vilket betydde att han blev borta i upp till ett halvt år. Under den tiden åkte Strasbourg ur Ligue 1 och Gameiros återkomst blev i Ligue 2. Säsongen i Ligue 2 växlade mellan bänken och startelvan för Gameiros del. I sin tredje säsong med klubben, då de var tillbaka i Ligue 1, fick han mycket speltid men klubbens sejour var inte lång och de flyttades ned igen.

### FC Lorient
Detta gjorde att Gameiro ville lämna klubben. Trots intresse från bland annat Olympique Marseille skrev Gameiro år 2008 på för FC Lorient, för drygt 3 miljoner euro. Gameiros debutsäsong var klart godkänd; tretton mål på 36 matcher. Samma säsong slutade Lorient på sin högsta position någonsin, tia.
Lorient, med bland annat Gameiro i spetsen, återupprepade sin succéartade säsong säsongen därefter. Gameiro stod för 19 mål på 40 matcher, då Lorient slutade på en sjunde plats i tabellen. 
Säsongen därefter gick det åter igen bra för Gameiro. I augusti 2010 kallades han på landslagsuppdrag av Laurent Blanc. På 24 matcher har han gjort femton mål.

### Paris Saint-Germain
Den 12 juni 2011 meddelades det att Gameiro hade skrivit på ett fyra års kontrakt med Paris Saint-Germain

### Sevilla
Den 23 juli 2013 blev Gameiro klar för spanska ligaklubben Sevilla.